# Langendernbach
Langendernbach is een plaats in de Duitse gemeente Dornburg, deelstaat Hessen, en telt 1600 inwoners.